# Ecosistemul acvatic „La Moară”
Ecosistemul acvatic „La Moară” este un monument al naturii de tip hidrologic în raionul Rîșcani, Republica Moldova. Este amplasat la vest de satul Recea. Ocupă o suprafață de 42 ha. Obiectul este administrat de Primăria satului Recea.

## Descriere

### Amplasare
Monumentul natural reprezintă un iaz artificial creat cu cel puțin o sută de ani în urmă și lunca adiacentă acestuia. Este amplasat în cursul mijlociu al albiei râului Copăceanca (sau Copăcianca), afluent de dreapta al Răutului. Se află aproape de magistrala M14 Chișinău–Bălți și este mărginit la sud-est de un baraj masiv de beton, aliniat cu drumul local Recea–Aluniș. Ecosistemul este situat în regiunea de stepă pontică a Bălțiului.

### Clasificare
Din punct de vedere geologic, rezervorul este clasificat ca luncă inundabilă.

### Proprietățile apei
Apa este oligominerală după gradul de mineralizare și hidrocarbonată–sodiu-magnezică (HCO3; Na – Mg) după compoziția chimică. Este poluată cu ioni de amoniu, concentrația acestora variind între 0,56–8,7 mg/l, în condițiile în care valoarea maxim admisă este de 0,5 mg/l. Există un risc de poluare cu nitrați, nivelul poluării variind între 12–80% din concentrația maxim admisă. pH are valoarea 7,75.

## Diversitate biologică

### Floră
În urma unor cercetări din 2004-2005, pe teritoriul ariei protejate au fost identificate 7 specii de arbori, 4 de arbuști și 135 de ierburi. Ultimele sunt clasificate în mai multe grupuri ecologice — 19 specii de ierburi sunt hidrofile, 17 hidromezofile, 21 mezofile, 18 xerofile, 8 xeromezofile. Din totalul de 146 de specii de plante, 8 vegetează primăvara și 138 vara.
În apa iazului se găsesc specii hidrofile precum cosorul, broscărița și lentița, iar la o adâncime mai mică lângă mal mai multe specii higrofile de plante vasculante cum ar fi pătlagina de apă, dentița, pipirigul, mana de apă, floarea zânelor, stuful, rogozul, ochiul broaștei, papura, podbalul, firuța, țipirigul de baltă, cucuta de apă. Sectoarele de luncă mlăștinoasă găzduiesc exemplare de specii mezohigrofile: iarba câmpului, coada vulpii, mentă, pătlagină, rogoz, pipirițig, păiuș, piciorul cucoșului, coada racului, stevie și rărunchioară. Pe mal, la o distanță de 4-10 m de la apă, cresc și alte specii mezohigrofile, precum zâzania, ghizdeiul, lucerna, pătlagina, troscotul, scrântitoarea, varga de aur, tătăneasa, păpădia, trifoiul roșu, trifoiul târâtor, trifoiul mediu, firuța, linărița, menta mâței, sulfina, sovârvărița, nalba mare, pirul.
Zona de litoral (12 m de la mal) prezintă condiții de luncă mezofită cu o slabă salinizare la etapa incipientă a solurilor. Aici cresc ierburi halofile: părul porcului, scorțoneră, țipirig, sică, sulfină albă, sulfină galbenă, păpădie. Sectoarele litorale cu substrat xerofitizat sunt populate de exemplare ale speciilor de pajiște stepantă: păiuș, firuță, apărătoare, rogoz, lucernă, pătlagină, scrântitoare, corovatică, peliniță, coada șoarecelui, morcov sălbatic, coroniște, aglică, sânzănie, albiță, cicoare, vulturică. Vecinătatea litoralului găzduiește specii verbale precum doritoarea, rocoțelul, mărjelușul de câmp, grâușorul, scânteiuța viloasă, scânteiuța roșcată, sujelul puturos.
Din cauza influenței factorului antropic, proporția ierburilor de luncă mlăștinoasă și de luncă mezofită a scăzut în favoarea speciilor de ierburi ruderale, printre care se numără știrul, pelinul amar, cătușa, traista ciobanului, târsaca, cardaria, pungulița, spinul, laurul, măciucă ciobanului, iarba șarpelui, urzica, baraboiul, știrul sălbatic, orzul sălbatic, măsălărița, talpa gâștii, capul călugărului, urzica moartă, nalba. Pe terenurile agricole și cele lăsate împărăginate abundă speciile de ierburi sagitale: râdichioară, obsigă, pălămidă, nemțișor, volbură, cuscută, curnuți.
Pe malul iazului cresc arbori și arbuști solitari: pomi fructiferi (nuc grecesc, vișin, zarzăr, prun), arbuști de floricultură (liliac, trandafir), arbori și arbuști forestieri de origine americană (salcâm alb, arțar american) și autohtonă (salcie, ulm, soc) și arbuști de stepă (caragană pitică, drob).
Patrimoniul floristic este reprodus în cele ce urmează:
| plante furajere: - iarba câmpului (Agrostis stolonifera, A. tenius) - firuță (Poa pratensis, P. angustifolia, P. bulbosa) - zâzanie (Lolim perenae) - păiuș (Festuca gigantea, F. valesiaca) - coada vulpii (Alopecurus pratensis, A. arundinaceus) - trifoi (Trifolium repens, T. pratensis, T. fragiferum, T. alpestre, T. medium) - lucernă (Medicago sativa) - sulfină (Melilotus albus) - mană de apă (Gliceria maxima, G. arundinacea) | plante medicinale: - dentiță (Bideus tripartita) - morcov sălbatic (Daucus carota) - sulfină (Melilotus officinalis) - pătlagină (Plantago media, P. major) - mușețel (Matricaria hamomilla) - coada șoarecelui (Achillea melifolium) - iarbă cu cinci degete (Potentilla anserina, P. repens) - păpădie (Taraxacum officinalis) - tătăneasă (Simphitum officinalis) - talpa gâștii (Leonurus cardiaca) - sovârvariță (Inula britanica) - troscot (Polygonum aviculare) | plante pentru artizanat: - trestie (Phragmites australis) - papură (Typha latifolia, Typha angustifolia) - rogoz (Carex acutiformus, C. riparia) - țipirig (Juncus effusus, J. gerardii) - pipirig (Scirpus lacustuis) |

Speciile de plante rare includ iarba șarpelui, mana de apă, scânteiuța viloasă și scânteiuța roșcată. Ele sunt sensibile la schimbarea condițiilor de mediu și a modului de gospodărire și gestionare.

### Faună

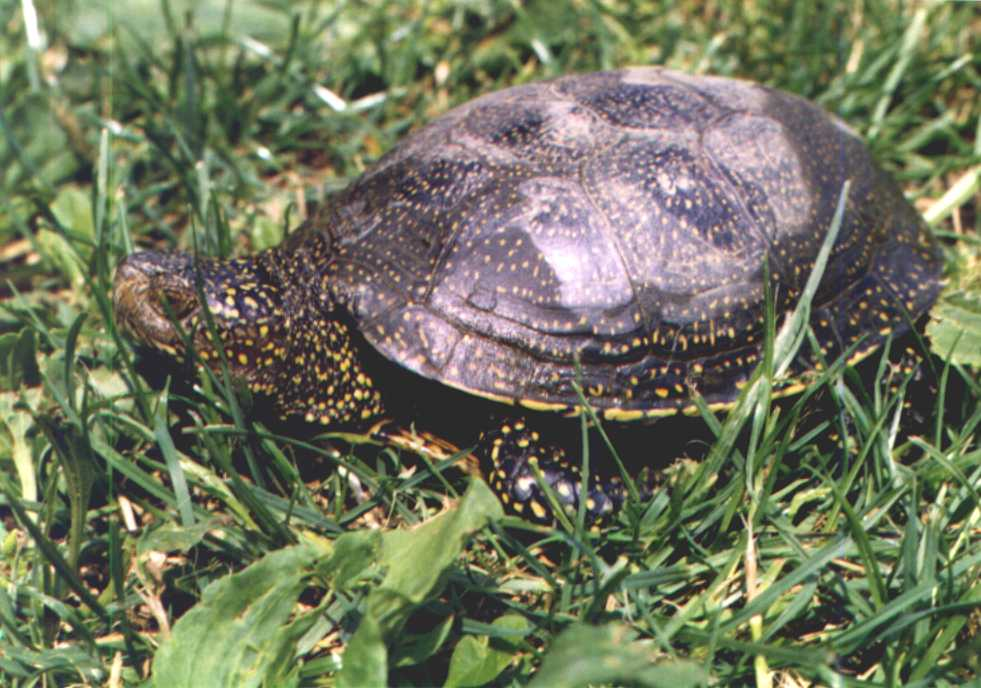
Exemplar de broască țestoasă de baltă

Printre mamiferele care populează iazul se numără ondatra, șobolanul de apă și vidra de râu. Un număr mare de stârci cuibăresc în stufărișul ecosistemului — stârcul sur, egreta mică, stârcul de noapte, stârcul pitic și buhaiul de baltă. Alte specii de păsări care viețuiesc aici includ lișița, găinușa de baltă, pescărușul albastru, lebăda cucuiată, cucul și mai multe specii de lăcari (lacărul mare, lacărul de stuf și lacărul mic), iar în căutare de hrană vin aici barza albă, barza neagră, chira de baltă, egreta mare și — în timpul pasajului de toamnă —  diferite specii de rațe care cuibăresc în nordul și zona temperată a Europei de Est: rața mare, rața sulițar, rața fluierătoare, rața cu cap castaniu, rața roșie, rața cârâitoare, rața mică, rața lingurar.
Speciile principale de amfibieni depistate în iaz sunt broasca de câmp, broasca mare de lac și broasca mică de lac, iar dintre pești se întâlnesc caracuda, carasul argintiu, bibanul, roșioara și crapul. Reptilele sunt reprezentate de broască țestoasă de baltă, șarpele de apă și șopârla verde, iar insectele de călugăriță ș.a.
Un total de 11 specii de animale identificate pe teritoriul monumentului natural au statut de protecție garantat de cel puțin unul din următoarele foruri internaționale: Convenția de la Berna⁠(d), Convenția de la Bonn⁠(d), Convenția de la Washington și Uniunea Internațională pentru Conservarea Naturii (UICN). Lista lor este redată în cele ce urmează. Speciile marcate cu asterisc (*) sunt incluse în Cartea Roșie a Republicii Moldova.
mamifere:
- *vidră de râu (Lutra lutra)

păsări:
- buhai de baltă (Botaurus stellaris)
- pescăruș albastru (Alcedo atthis)
- barză albă (Ciconia ciconia)
- *egretă mare (Egretta alba)
- *barză neagră (Ciconia nigra)
- *lebădă cucuiată (Cygnus olor)
- *rață roșie (Aythya nyroca)

reptile:
- *broască țestoasă de baltă (Emys orbicularis)

amfibieni:
- *broască de câmp (Pelobates fuscus)

insecte:
- *călugăriță (Mantis religiosa)

## Istoric
Iazul a fost creat la sfârșitul sec. XIX–începutul sec. XX. Mărturiile localnicilor atestă că iazul era întotdeauna populat în abundență de pește, iar în stufării viețuiau păsări de apă, cu precădere rațe sălbatice. Astfel, activitățile de pescuit și vânat sunt și au fost de-a lungul anilor practicate. Stuful și rogozul erau folosite în scopuri gospodărești. Apa era folosită și pentru irigație, mai ales la grădinile de lângă luncă.
Timp de mai mult de un secol, iazul creat artificial a căpătat un caracter natural și, atrăgând numeroase specii de plante și animale caracteristice unui astfel de landșaft, a format un ecosistem natural integru, independent și multifuncțional.

## Statut de protecție
Lacul și lunca alăturată au primit statutul de monument al naturii de tip hidrologic în 1998, conform Legii nr. 1538 privind fondul ariior naturale protejate de stat. Ca suprafață, este cel mai mare monument al naturii de acest tip din Republica Moldova, el reprezentând de unul singur 42,9% din suprafața totală a monumentelor hidrologice.
Ecosistemul acvatic și palustru este un habitat de pasaj pentru păsările de apă. Vegetația funcționează ca un sistem de filtrare a apei râului Copăceanca. Apa lacului este prielnică pentru dezvoltarea pisciculturii și are o valoare recreațională parțială.
Impactul antropic este caracterizat de pășunatul și adăpatul frecvent al animalelor în preajma iazului, de prelucrarea agricolă a pământurilor de lângă luncă și de depozitarea sporadică a deșeurilor menajere. Pășunatul excesiv este o problemă stringentă, care, fiind ignorată, riscă să favorizeze creșterea ierburilor halofite și ruderale și să mărească conținutul de săruri în apă iazului. Cele mai apropiate case de locuit se află la 10 m depărtare, iar la aprox. 50 m se află un garaj deteriorat, utilizat în prezent ca depozit, și o moară. Majoritatea izvoarelor care alimentează iazul sunt înnămolite. Unele suprafețe sunt afectate de alunecări de teren.
Pentru ameliorarea situației ecologice, se recomandă întreprinderea unor măsuri de înverzire a teritoriului (inclusiv pentru a întări malurile) și lichidare a gunoiștilor, cât și instalarea unui panou informativ. Potențialul turistic poate fi valorificat prin amenajarea unor spații de recreație pe malul lacului.